# Yuxarı Salahlı
Yuxarı Salahlı (ryska: Юхары-Салахлы) är en ort i Azerbajdzjan.   Den ligger i distriktet Qazach, i den västra delen av landet, 400 km väster om huvudstaden Baku. Yuxarı Salahlı ligger 242 meter över havet och antalet invånare är 3 406.
Terrängen runt Yuxarı Salahlı är platt åt nordost, men åt sydväst är den kuperad. Närmaste större samhälle är Qazax, 18,7 km söder om Yuxarı Salahlı.
Trakten runt Yuxarı Salahlı består till största delen av jordbruksmark. Runt Yuxarı Salahlı är det ganska tätbefolkat, med 72 invånare per kvadratkilometer.